# Wydział Nauk o Ziemi Uniwersytetu Szczecińskiego
Wydział Nauk o Ziemi Uniwersytetu Szczecińskiego – dawny wydział Uniwersytetu Szczecińskiego. Jego siedziba znajdowała się przy ulicy Mickiewicza 18 w Szczecinie.

## Historia
Wydział został utworzony 1 września 2008 r. po wydzieleniu Instytutu Nauk o Morzu z Wydziału Nauk Przyrodniczych (późniejszego Wydziału Biologii). Dnia 1 października 2019 r. wydział stał się częścią nowo utworzonego Wydziału Nauk Ścisłych i Przyrodniczych.

## Struktura wydziału
Na Wydziale Nauk o Ziemi funkcjonowały następujące jednostki organizacyjne:
- Instytut Nauk o Morzu
  - Zakład Geomorfologii Morskiej
  - Zakład Geologii i Paleogeografii
  - Zakład Geologii Morza
  - Zakład Hydrografii i Gospodarki Wodnej
  - Zakład Klimatologii i Meteorologii Morskiej
  - Zakład Oceanografii Fizycznej
  - Zakład Paleooceanologii
  - Zakład Teledetekcji i Kartografii Morskiej
- Katedry
  - Katedra Geografii Społecznej i Organizacji Przestrzeni
  - Katedra Badań Miast i Regionów
  - Katedra Turystyki i Rekreacji
  - Katedra Gospodarki Przestrzennej
- Muzeum Geologiczne
- Kuter badawczy
- Stacja Morska w Międzyzdrojach

## Kierunki studiów
- geoanalityka (I st., od roku akademickiego 2013/2014)
- geografia (nabór do roku akademickiego 2012/2013)
- geografia morza i wybrzeża (II st., od roku akademickiego 2013/2014)
- geologia (I st., od roku akademickiego 2013/2014)
- gospodarka przestrzenna (I st.)
- oceanografia (I st.)
- turystyka i rekreacja (I i II st.)

## Władze Wydziału
- Dziekan: prof. dr hab. Ryszard Borówka
- Prodziekan ds. Nauki: prof. dr hab. Marek Dutkowski
- Prodziekan ds. Kształcenia: dr Krystyna Osadczuk

## Dane teleadresowe
Wydział Nauk o Ziemi
70-383 Szczecin
ul. A. Mickiewicza 18